# Melville (Rhode Island)
Melville – jednostka osadnicza w Stanach Zjednoczonych, w stanie Rhode Island, w hrabstwie Newport.